# Masacre de Pucallpa
La masacre de Pucallpa ocurrió el 9 de febrero de 1989 durante unas manifestaciones campesinas contra las políticas económicas del primer mandato de Alan García, los responsables de la matanza fueron miembros de la recién creada Policía Nacional del Perú (PNP). Para el Estado peruano el número de fallecidos son solo nueve, aunque sobrevivientes y la Comisión de la Verdad y Reconciliación (CVR) advierten que hubo muertos no reconocidos y desaparecidos.
La comisión de la CVR que investigó el caso fue liderada por el religioso Gastón Garatea Yori como comisionado.

## Contexto
La Federación de Campesinos del Ucayali era una unión de campesinado que estaba disconforme con las compañías estatales de Empresa Comercializadora de Alimentos S.A. (ECASA) y Empresa Nacional Comercializadora de Insumos (ENCI) creadas durante la dictadura nacionalista de Juan Velasco Alvarado, y que el régimen aprista por afinidad ideológica de izquierda mantuvo en funcionamiento.
Como los campesinos eran obligados a vender exclusivamente sus productos a las compañías estatales a un precio menor al del mercado, las mencionadas compañías se demoraban en cancelar los pagos a los campesinos proveedores, la entidad encargada de dar los pagos era el Banco Agrario liderado por Alfredo Noriega, quien también era el prefecto del departamento de Ucayali. Los campesinos prestaban dinero del banco para poder subsistir con la esperanza de cancelar esa deuda con el pago de las compañías públicas, que no podían cancelar porque esperaban que la misma entidad bancaria les pague sus productos vendidos a ECASA y ENCI para poder cancelar la deuda, el Banco Agrario prácticamente se beneficiaba de ese bucle burocrático, le atrasaba el pago a los campesinos que a su vez veían incrementarse sus intereses de pago.
La deuda de ECASA-ENCI llevaba seis meses sin cancelarse, desde 1988, esto impacientaba a los campesinos.

## Masacre
El 25 de enero de 1989 se acordó realizar una marcha campesina que se dirigiría a Pucallpa, específicamente a la sede del Banco Agrario, para el 8 de febrero, llegado el día de la marcha una oleada de productores, agricultores y ganaderos llegaron para meter presión en la ciudad, Noriega y el representante de la federación Roldán Alegría llegaron a un aparente acuerdo, en que Noriega reconocía la demora del pago y les pedía a los campesinos el día siguiente a las 8 de la mañana se firmaría un documento para la entrega de su dinero a los campesinos, incluido elevar el pago al precio del mercado.
El día 9 de febrero la multitud de campesinos decidió instalarse entre la plaza de la ciudad y los cruces de las avenidas Sáenz Peña y Tarapacá para esperar y celebrar la firma del documento, las personas presentes llevaron sus banderolas y símbolos de la Federación de Campesinos. Un total de tres mil a cuatro mil campesinos llegaron a Pucallpa a sumarse a la festividad. Mientras tanto Roldán Alegría se dirigió al banco para encontrarse con Noriega, y este último informó al general de la PNP de apellido Villanueva y su escuadrón que resguardaba la zona ocupada por el campesinado. Villanueva también informó a Roldán que en diez minutos el gerente Noriega le entregaría el documento.
Cumplido los diez minutos la policía que en principio se mostraba indiferente a la presencia campesina tomó una actitud hostil contra ellos, los primeros enfrentamientos se dieron entre la Sáenz y Tarapacá, sitio en donde los oficiales arrancan una de las banderolas de la Federación. El Vicariato apostólico de Pucallpa intenta intervenir en favor de los campesinos pero son amedrentados por la PNP, que disparaba contra el campesinado que se limitaba a responder con palos y piedras, en forma de pinza las autoridades del orden cierran y hacen retroceder a la masa humana, es cerca a la plaza cuando por ser mayoría los campesinos, los policías se ven superados y son atacados en oleada.

Ahí mueren los demás campesinos y el compañero Luis Palomino, envuelto en la bandera. Hasta la tarde, hubo ocho muertos identificados y un centenar de muertos que no se ha registrado y que lo han desaparecido. Hay más o menos como treinta (...)
TESTIMONIO DEL SR. HUMBERTO AGUANARI NACAHUACHI Y DEL SR. LUIS TUESTA LA TORRE.

De acuerdo a la CVR los campesinos se retiran al local de la Federación, un total de 200 a 400 sobrevivientes, a la que se habían colado policías disfrazados de civiles, los líderes de la Federación planeaban como salir de la ciudad sin cruzarse con los convoyes policiales, cuando hubo una cantidad considerable de campesinos entre hombres, mujeres y niños, la policía disfrazada bloqueo la salida y otros efectivos ingresaron, lanzaron insultos a los presentes incluido frases de « ¡al suelo o les mato!», la PNP procedió a fusilar a los presentes, un sobreviviente describe que los cuerpos estaban tirados unos sobre otros.
Con los demás sobrevivientes y otros campesinos capturados en el primer sitio del enfrentamiento, fueron puestos en cuatro camiones y entregados a la PIP, que de facto seguía existiendo dentro de la estructura de la PNP, la PIP comenzó a interrogar a los retenidos, si decían que eran de la ciudad de Aguaytía eran llevados a las instalaciones policiales por terrorismo, pero si eran de otras parte de Ucayali lo soltaban.
Según informa la CVR Pucallpa se mantuvo en alerta por presuntamente presencia terrorista hasta el día siguiente, se reportaron otros incidentes de policías reprimiendo a campesinos en pueblos a las afueras de Pucallpa que no estuvieron en el lugar de los hechos pero si mostraban apoyo al documento que Noriega no llegó a autorizar.

## Hechos posteriores
Al día siguiente llegaron a Pucallpa el premier Armando Villanueva del Campo, el ministro del Interior Juan E. Soria Díaz y el político Ricardo Letts Colmenares, Villanueva del Campo expresó que la policía dijo que encontraron armas entre los campesinos y el local y que el accionar policial solo fue en defensa propia, afirmación que pone en entredicho la CVR, porque el mismo Vicariato católico de la ciudad negó todo tipo de uso de armas por parte de la Federación de Campesinos.
La CVR expresa que el silenciamiento y ataques contra el campesinado que empatizaba con lo ocurrido el 9 de febrero continuó, también recogió un relato que afirmaba que en el Distrito de Campoverde de la provincia de Coronel Portillo hay cuerpos de campesinos enterrados y tapados por la autopista.
El 10 de febrero de 2022, un día después del  33 aniversario de la masacre, campesinos pidieron renombrar la plaza de Pucallpa como plaza 9 de febrero y las calles Sáenz y Tarapacá con nombres de algunos de los caídos, como forma de honrar su memoria.